# 후쿠오카 아일랜드시티

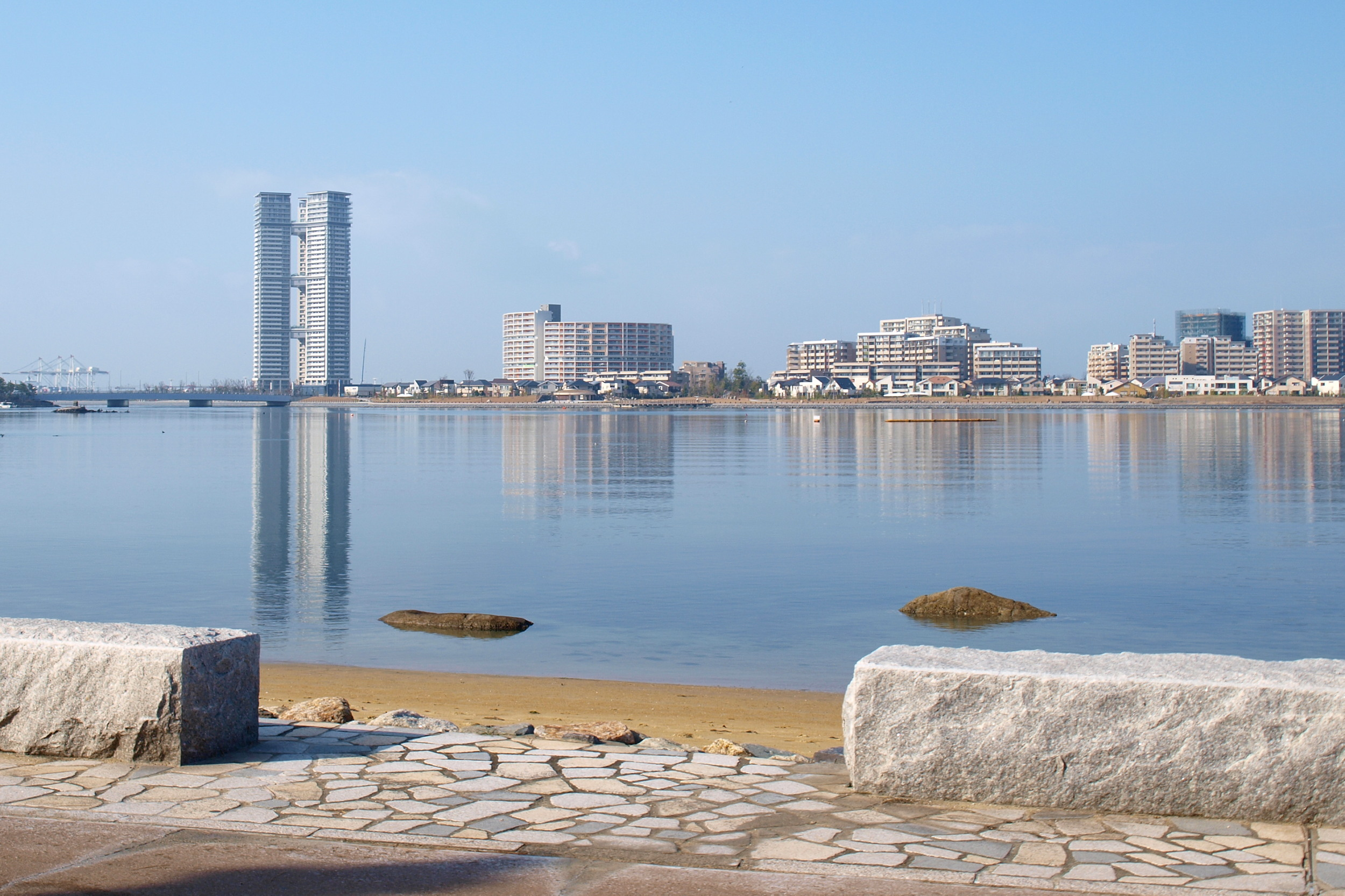
후쿠오카 아일랜드시티 전경. 멀리서 바라본 왼쪽의 높은 건축물은 아일랜드타워 스카이클럽이다.

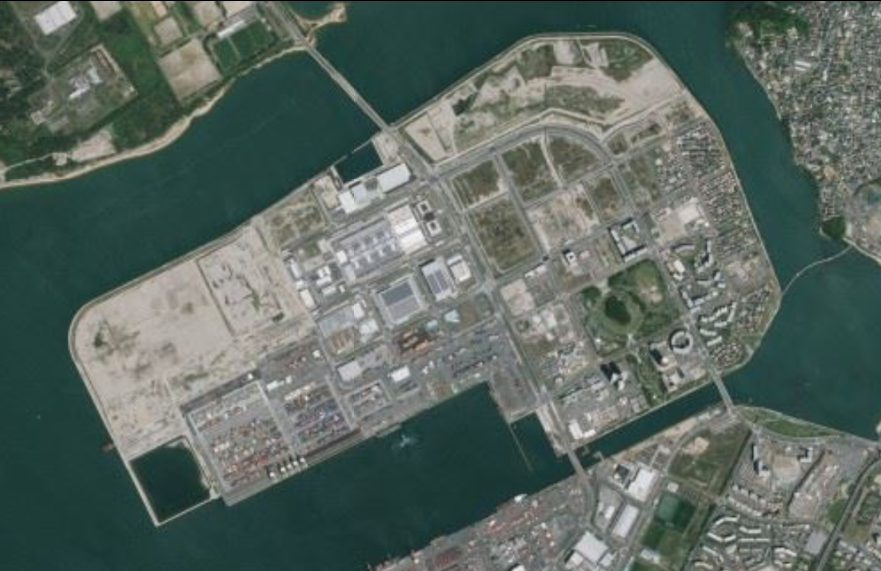
상공에서 바라본 후쿠오카 아일랜드시티 전경.

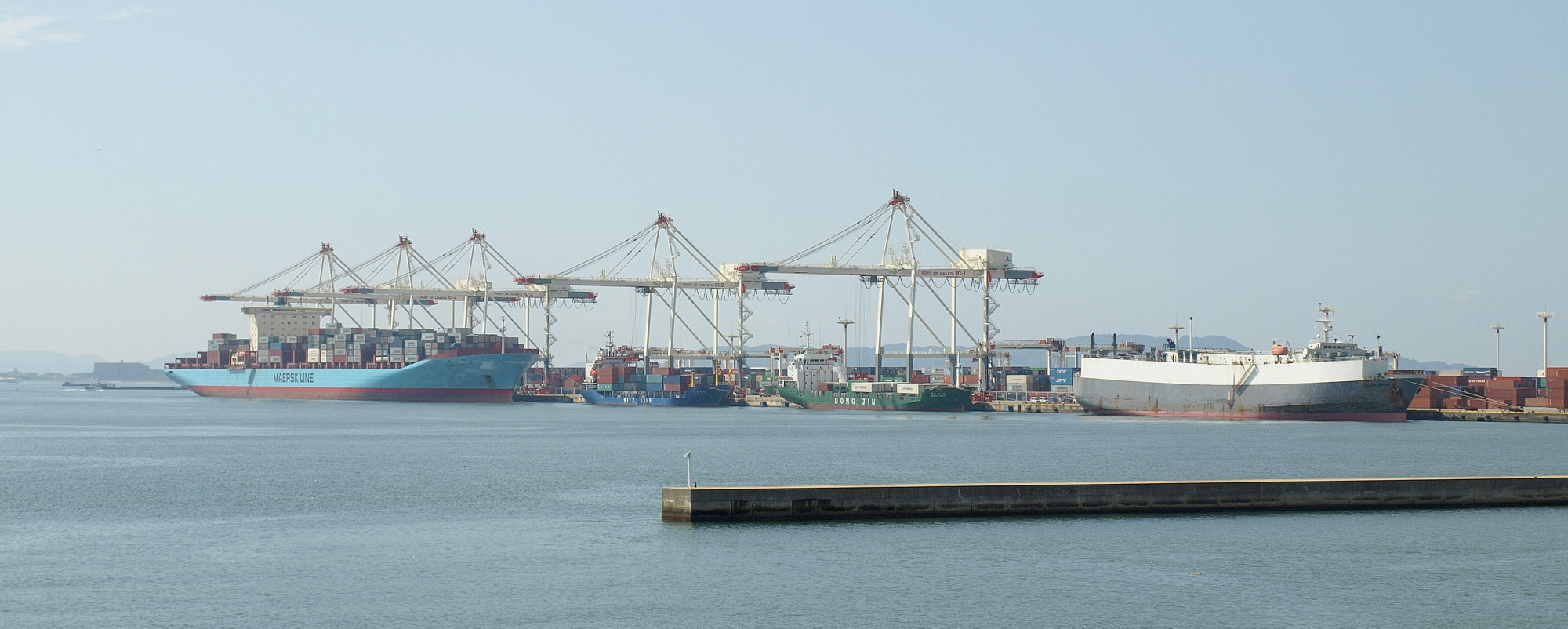
미나토즈쿠리 일대의 항만 시설

후쿠오카 아일랜드시티(일본어: 福岡アイランドシティ)는 일본 후쿠오카현 후쿠오카시 히가시구의 하카타만에 면하고 있는 인공 섬이다. 그래서 아일랜드타워 스카이클럽과 데리하 세키스이 하우스 아레나를 중심으로 이 인공 섬에 놓여 있는 건축물로 드러나고 있다. 또한 면적은 401.3 ha(약 992 에이커)의 규모로 이루어져 있다. 1989년 지질 조사에 착수하여 기존의 하카타항의 항만 유휴 부지를 활용, 개펄의 매립 방식을 인공 섬 형태로 변경되어 사전 답사가 완료되었으며, 1994년 7월 정식으로 착공, 2020년을 기준으로 현재 정비가 지속되는 중이어서, 위와 같은 조성 사업은 대한민국 인천광역시의 송도국제도시와 마찬가지로 계속 조성되고 있는 상태이기도 하다.

## 아일랜드시티 선 (후쿠오카 고속 6호선)
후쿠오카 고속도로의 개별 노선 중 유일하게 사업화가 진행되어 있는 도시고속도로 노선인 후쿠오카 고속 6호선이라고도 하는 통칭인 아일랜드시티 선(アイランドシティ線)은 현재 건설중에 있다. 그러나 총 연장은 2.5km로, 왕복 4차선이자 제2종 제2급으로 설정되어 있어, 고가식으로 구성되어 있다. 그리고 설계 속도로는 시속 60km/h이며, 총 사업비는 292억엔(약 3,000억원)이다. 끝으로 해당 도로는 2016년 전격으로 사업화하여 2020년 정식으로 준공 및 개통될 예정에 있다.

## 주요 시설
- 아일랜드아이 - 아일랜드시티 중심지구 내에 건설중인 중핵 시설. 상업시설, 가극장, 호텔, 회의장 등을 주로 정비되어 있음.
- 아일랜드타워 스카이클럽
- 아일랜드시티 중앙공원
- 사이버 대학 후쿠오카 캠퍼스
- 아이타워
- 데리하 세키스이 하우스 아레나 (후쿠오카시립 체육관이라고도 함)
- 로날드 맥도날드 하우스(영어판)

## 같이 보기
- 하카타만
- 송도국제도시
- 와지로 개펄
- 서커우